# 오스카르 가레

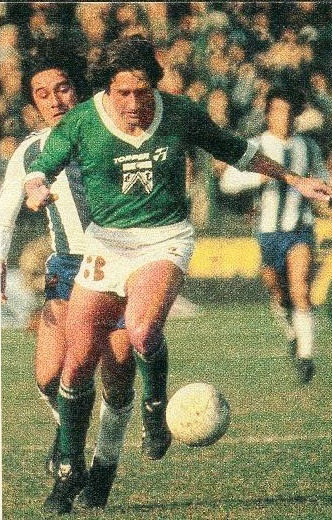
오스카르 가레

오스카르 가레(Oscar Garré)는 아르헨티나의 전 축구 수비수였다. 1983년과 1987년에 열린 코파 아메리카 경기에 참가한 바 있고, 1986 멕시코 월드컵에 참가하여 승리한 바 있다. 본명은 오스카르 알프레도 가레(Oscar Alfredo Garré)이다.